# Noćni majmuni
Noćni majmuni (Aotidae) su porodica primata iz grupe majmuna Novog svijeta. Porodica obuhvaća osam vrsta koje su sve dio jednog roda (Aotus). Oni su jedini američki primati koji su aktivni noću.

## Rasprostranjenost
Noćni majmuni žive u Južnoj Americi. Nastanjuju područje od Paname na sjeveru pa do sjevernih dijelova Argentine kao najjužnije granice rasprostranjenosti ovih primata.

## Opis
Krzno im je meko i gusto. Na gornjem dijelu tijela krzno je sivo, a trbuh im je narandžasto crvenkasto. Glave su im okrugle a oči lagano izbuljene i okrenute prema naprijed. Suprotno tome, uške su im male, i gotovo potpuno skrivene u krznu. Tri crne pruge okružuju im inače bijela lica. Noćni majmuni su malene životinje, dužina tijela im je između 24 i 37 cm, a teški su od 0,6 do 1,3 kg. Rep im je duži od tijela, no ne može služiti za hvatanje.

## Način života
Noćni majmuni su stanovnici šuma, od tropskih preko sušnih pa do planinskih šuma do visine od 2000 m nadmorske visine. Dane provode u dupljama stabala ili u gustom granju, a noću idu u potragu za hranom. 
Za razliku od drugih noćnih životinja, noćni majmuni razlikuju boje. To se smatra indicijom da su se razvili od dnevnih životinja. Ove životinje zbog toga ovise o mjesečini, dok su im aktivnosti vrlo smanjene u vrijeme vrlo mračnih noći.
Žive u porodičnim skupinama od dvije do pet jedinki, sastavljene od roditelja i nekoliko generacija njihovog podmlatka. Teritorijalne su životinje koje nastanjuju područje od 9 ha. Druge grupe tjeraju sa svog teritorija krikovima ali i borbom. Noćni majmuni vladaju nizom glasova koji služe obrani teritorija, upozoravanju od neprijatelja ili kod mladih odraslih potrazi za partnerom. Njihovo glasanje ponekad liči na mijaukanje mačaka. 

## Hrana
Noćni majmuni su svežderi. Jedu voće, orašaste plodove ali i kukce i malene kralježnjake.

## Razmnožavanje
Za pronalaženje partnera noćni se majmuni oslanjaju prije svega na svoje glasanje. Kad se jednom nađe jedan par, ostaje zajedno niz godina. 
Nakon skotnosti koja traje 130 dana, ženka rađa jedno mladunče za koje se nakon toga brine prije svega otac. Mužjaci nose mladunčad, a majci ih donose samo na dojenje. I nakon razdoblja dojenja, očevi i dalje brinu za mladunčad i njeguju vrlo bliski kontakt s njima; igraju se s mladuncima, a i brinu se za njihovu hranu. Spolnu zrelost mlade životinje dosižu u dobi od dvije godine. Najduža dokazana starost jenog noćnog majmuna iznosila je 18 godina.

## Ugroženost
Autohtono stanovništvo love noćne majmune zbog mesa i krzna. Pored toga, mnogi majmuni iz ove porodice love se da ih se drže kao kućne ljubimce ali i za različite laboratorijske pokuse na životinjama. Ta je praksa u SAD-u kao i u većini južnoameričkih država danas zabranjena.
Kao i mnogi drugi stanovnici šuma Južne Amerike, i ovi primati trpe zbog uništenja njihovih prirodnih staništa. No, zbog velikog područja koje nastanjuju, kao i zahvaljujući raznolikosti životnih prostora na kojima žive, ova porodica je manje ugrožena od drugih grupa primata Južne Amerike.

## Vrste
Na temelju boja njihovih vratova, noćni majmuni se dijele na "prvobitne" sivogrle i "napredne" crvenogrle.

#### Sivogrli noćni majmuni
- Aotus hershkovitzi je vrsta koja živi isključivo u istočnoj Kolumbiji.
- Aotus lemurinus živi u Panami, sjevernoj Kolumbiji i zapadnom dijelu Venecuele. Podvrsta A. l. brumbacki iz Kolumbije se ponekad vodi kao samostalna vrsta.
- Aotus trivirgatus nastanjuje Venecuelu i sjeverni dio Brazila.
- Aotis vociferans živi u istočnoj Kolumbiji i zapadnom Brazilu.

#### Crvenogrli noćni majmuni
- Aotus azarai živi u južnom Brazilu, Boliviji, Paragvaju i sjeveroistočnoj Argentini. Podvrsta A. a. Infulatus se ponekad predstavlja kao zasebna vrsta.
- Aotus miconax živi u malenom području sjevernog Perua. Smatra ju se ugroženom.
- Aotus nancymaae nastanjuje sjeveroistočni Peru i sjeverozapadni Brazil.
- Aotus nigriceps isto tako živi u istočnom Peruu i zapadnom Brazilu.

## Vanjske poveznice

### Ostali projekti
|  | Wikivrste imaju podatke o taksonu Aotidae |